# F 4 (sommergibile)
L'F 4 è stato un sommergibile della Regia Marina.

## Storia
Operativo nel gennaio 1917, fu messo sotto il controllo del Comando in Capo del Dipartimento di La Spezia.
Fu impiegato nel Tirreno settentrionale e nell'area di La Maddalena, svolgendo crociere e pattugliamenti antisommergibile.
Il 3 aprile 1917, in rotta La Maddalena-La Spezia con la scorta dell'unità appoggio Ercole, attaccò col cannone un sommergibile avversario, che s'immerse e si allontanò.
Il 7 luglio 1917, mentre era nel porto di La Spezia, fu compiuta una manovra sbagliata nel locale lancio siluri che provocò l'allagamento del sommergibile: l'F 4, abbandonato dall'equipaggio (senza vittime), sbandò sul lato di dritta ed affondò di prua su bassifondali in ripida discesa.
Fu rimesso a galla ed immesso in bacino di carenaggio, tornando in servizio dopo diversi mesi di lavori.
Il 23 ottobre 1918 fu assegnato alla III Squadriglia Sommergibili e dislocato a Brindisi.
Non svolse più nessuna missione di guerra fino al disarmo, avvenuto a fine guerra.
Radiato nel 1919, fu avviato alla demolizione.